# Aenne Abels
Anna Maria Josefine Hubertine „Aenne“ Abels (* 27. Juli 1900 in Köln; †  29. Juni 1975 ebenda) war eine deutsche Kunsthändlerin.

## Wirken
Aenne Abels war zunächst im Familienunternehmen Kunstsalon Hermann Abels in der Buchhaltung und im Verkauf tätig. Während des NS-Regimes war sie auch für einige Geschäfte des Sonderauftrages Linz, für den ihr älterer Bruder Hermann Abels tätig war, zuständig.
Im April 1947 erhielt sie die Genehmigung, mit ihrem eigenen Kunsthandel offiziell aktiv werden zu dürfen. 
Bereits 1946 eröffnete sie unter dem Namen Rheinischer Kunstsalon-Aenne Abels ihre eigene Galerie in der Uhrlandstraße 10 in Köln. Ausgestellt und gehandelt wurden Werke vom 15. bis zum 19. Jahrhundert, von mittelalterlichen Madonnenfiguren bis zum deutschen Impressionismus. Der Schwerpunkt lag auf holländischer Malerei des 17. Jahrhunderts und deutscher Kunst des 19. Jahrhunderts sowie Werke der Klassischen Moderne.
1957 folgte der Umzug in größere Räume in der Kölner Innenstadt am Wallrafplatz 3 und die Umbenennung in Galerie Aenne Abels. Gemeinsam mit ihrem Mitarbeiter Siegfried Adler richtete sie das Galerieprogramm auf den deutschen Expressionismus aus. Zu den ausgestellten Künstlern und Künstlerinnen gehörten unter anderem Mattia Moreni, Alexej von Jawlensky, Karel Appel, Gabriele Münter, Heinrich Campendonk, Cy Twombly, Pablo Picasso, Raquel Forner und Otto Herbert Hajek.
Ende 1966 schied Siegfried Adler aus der Galerie aus. 1967 nahm Aenne Abels am ersten Kölner Kunstmarkt und auf der Westdeutschen Kunstmesse teil. 
1972 wurde die Galerie an den Düsseldorfer Galeristen Rainer Horstmann verkauft.
Aenne Abels verstarb 1975 ca. einen Monat vor ihrem 75. Geburtstag im Kölner Heilig Geist-Krankenhaus. Sie war ledig.